# Batería de costa de la Atalaya de Fornells
La batería de costa de la Alataya de la Muela de Fornells, en menorquín la batería de costa de La Talaia de la Mola de Fornells, hace referencia a una antigua batería de costa, construida en la guerra civil y actualmente en ruinas.
Está situada en el extremo norte de la Mola de Fornells, orientada hacia el norte, el mar Mediterráneo, y que servía de protección militar a la contigua bahía de Fornells, lugar de interés por su utilidad como bahía de resguardo en caso de mal tiempo para los barcos que navegaban por la costa norte de Menorca.
Está situada en el extremo norte de la  Mola de Fornells, en un lugar elevado que recibe el nombre de Atalaya de Fornells situada en lo alto de un acantilado de 123 metros de altura sobre el mar Mediterráneo. La Mola de Fornells cierra la bahía de Fornells por su parte este.
Solo tiene un acceso fácil acceso por tierra, desde el sur, siguiendo el camino de La Mola. Por mar tiene muy difícil acceso pues tal como se ha citado anteriormente, está situada sobre un acantilado de 123 metros de altura sobre el mar Mediterráneo.
No debe ser confundida con la Torre de Fornells, otra construcción militar de posterior construcción que también sirvió para la protección militar de la bahía de Fornells pero que está situada en orilla oeste de la bahía.
Todas estas construcciones se pueden englobar como los diferentes elementos de defensa, frente a ataques provenientes del mar, que han servido para proteger la bahía de Fornells a lo largo de la historia entre las que se pueden citar:
- La batería de costa de la Atalaya de Fornells (a la que hace referencia este artículo)
- El Castillo de San Antonio (Siglo XVII)
- Torre de Fornells (1801)
- Torre de la Isla de Ses Sargantanes (1802)

## Cartografía
- Hoja n.º 618 de la serie MTN50 del  Insitituto Geográfico Nacional. (Descarga gratuita en formato digital en Centro de descargas del  Centro Nacional de Información Geográfica)
- «Centro de descargas del Centro Nacional de Información Geográfica» (en español, inglés y francés).